# بروستر اف2 اي بوفالو
بروستر اف2 اي بوفالو (بالإنجليزية: Brewster F2A Buffalo)‏ هي طائرة مقاتلة أنتجت في 1938 بالولايات المتحدة. كانت تستخدم بشكل أساسي من قبل بحرية الولايات المتحدة. كان أول طيران لها في 2 ديسمبر 1937. دخلت الخدمة في 1939، انتهت خدمتها في 1948. صنع منها 509 طائرة.

## المستخدمون
- بحرية الولايات المتحدة
- القوات الجوية الفنلندية
- سلاح الجو الملكي
- القوات الجوية الملكية الأسترالية